# Pattaya Women's Open 2002
Il Pattaya Women's Open 2002 è stato un torneo di tennis giocato sul cemento. È stata la 12ª edizione del Pattaya Women's Open, che fa parte della categoria Tier V nell'ambito del WTA Tour 2002. Si è giocato a Pattaya in Thailandia, dal 4 al 10 novembre 2002.

## Campioni

### Singolare
Angelique Widjaja ha battuto in finale  Cho Yoon-jeong con il punteggio di 6–2, 6–4

### Doppio
Kelly Liggan /  Renata Voráčová hanno battuto in finale  Lina Krasnoruckaja /  Tat'jana Panova con il punteggio di 7–5, 7–6(7)